# Rosa Godoy
Rosa Liliana Godoy (* 19. März 1982 in Río Cuarto) ist eine argentinische Leichtathletin.

## Karriere
Rosa Godoy startete bei den Panamerikanischen Spielen 2007 auf der 3000-Meter-Hindernislauf-Strecke der Frauen. Zwei Jahre später konnte sie bei den Südamerikameisterschaften Bronze sowohl im 1500-Meter-Lauf als auch im 3000-Meter-Hindernislauf gewinnen. Bei den Südamerikameisterschaften 2011 in Buenos Aires wurde sie Zweite über 5000 und 10.000 Meter. Da die Siegerin des 10.000-Meter-Laufs Simone Alves da Silva jedoch positiv auf Doping getestet wurde, wurde sie nachträglich zur Siegerin ernannt. Bei den Olympischen Spielen 2016 belegte sie beim Marathon den 110. Platz. 